# Ласа
Ласа (тиб. ལྷ་ས་, кин: 拉萨, Lāsà) је главни град аутономне области Тибет у Народној Републици Кини.  Град се налази на северној обали реке Кји, притоке Брамапутре, у Трансхималајима. Надморска висина Ласе је 3490 m, и по томе је ово један од највиших градова у свету. Протеже се на више од 10 километара у правцу исток-запад. 
Град се развио око будистичког храма Џоканг из 7. века. До данас је Ласа задржала велики верски значај и у њој живи пуно монаха. Највећа знаменитост града је палата Потала. Од 2006. Ласа је повезана са мрежом кинеских железница. 
Становништво града (373.000 по подацима из 2009) састоји се из две трећине Тибетанаца и око једне трећине Хан Кинеза. 
Градске палате Потала и Норбулинка, као и храм Џоканг, су од 2001. на листи Светске баштине УНЕСКО. 